# Solenopsis mozabensis
Solenopsis mozabensis é uma espécie de formiga do gênero Solenopsis, pertencente à subfamília Myrmicinae.